# Léo, l’enfant sourd, tome 1
 (août 2025).
Motif : Aucune source secondaire ne démontre l'admissibilité de cet ouvrage
- Archive Wikiwix
- Bing
- Cairn
- DuckDuckGo
- E. Universalis
- Gallica
- Google
- G. Books
- G. News
- G. Scholar
- Persée
- Qwant
- (zh) Baidu
- (ru) Yandex
- (wd) trouver des œuvres sur Wikidata

| 1. | Préciser le motif de la pose du bandeau. | Précisez le motif de la pose du bandeau en utilisant la syntaxe suivante : {{admissibilité à vérifier\|date=août 2025\|motif=remplacez ce texte par le motif}}                                   |
| 2. | Informer les utilisateurs concernés.     | Pensez à avertir le créateur de l'article, par exemple, en insérant le code ci-dessous sur sa page de discussion : {{subst:avertissement admissibilité à vérifier\|Léo, l’enfant sourd, tome 1}} |

Léo, l’enfant sourd, tome 1 est la première histoire de la série de Léo créée par le dessinateur et auteur Yves Lapalu, éditée en album cartonné en 1998 par l'édition ARDDS puis reproduit par les Éditions du Fox le 1er avril 2006.

## Descriptions

### Personnages
- Léo

## Publications

### Album
- 1 Léo, l’enfant sourd, tome 1, Éditions du Fox,  (ISBN 978-2-9529348-7-9), 1er avril 2006
Scénario et dessin : Yves Lapalu